# František Hora
František Hora (22. listopadu 1913 Vosí – 10. května 2004) byl český malíř, grafik a pedagog. Tématem značné části jeho krajinářské tvorby je České středohoří. Je znám také svými grafickými listy, kresbami, ilustracemi a linoryty.

## Životopis
František Hora se narodil 22. listopadu 1913 v obci Vosí nedaleko Klatov. Vystudoval učitelský ústav v Plzni. Působil jako učitel ve škole v Úpohlavech. Od roku 1934 žil v Třebenicích na Litoměřicku. Zde začal v roce 1940 učit na třebenické škole.
František Hora se stal následovníkem Emila Filly, který vytvořil velký cyklus obrazů obrazů Českého středohoří. Žil sice daleko od velkých kulturních center, ale to mu nebránilo ve studiu světového umění. Jeho malířské začátky byly ovlivněny tvorbou G. Braqua, Henri Matisse a P. Picassa. V 30. letech 20. století se zabýval figurální malbou, maloval kubistické akty a kompozice. Postupně si vytvořil vlastní styl a jeho tvorba byla především krajinářská. Ve své tvorbě se systematicky věnoval oblasti Českého středohoří kolem Třebenic. Výjimečně jezdil pracovat na Šumavu, nebo na Kralupsko.
Maloval rád a jeho dílo je rozsáhlé, namaloval více než čtyři tisíce obrazů a jeho grafické listy, kresby a ilustrace lze také počítat na tisíce. Od roku 1936 vystavoval, autorských výstav měl kolem čtyřiceti a také se zúčastnil desítek výstav kolektivních.
V letech 1941 až 1946 absolvoval Malířskou školu Spolku výtvarných umělců Mánes v Praze, pod vedením malíře a grafika Vincence Beneše.
František Hora získal celou řadu uznání, cen a vyznamenání. V roce 1984 mu byl udělen titul zasloužilý umělec. Spoluzakládal severočeskou pobočky Svazu českých výtvarných umělců a dlouhá léta byl jejím předsedou.
V terénu kolem Třebenic maloval akvarely, doma je přepracoval do klasické tempery s olejem a nakonec motiv upravoval do skoro symbolických znaků pro techniku linořezu. Některé také koloroval. Občanům Třebenic je rozesílal až do své smrti jako novoročenky.
Na vernisáži v roce 2003 převzal František Hora Čestné občanství Třebenic z rukou starosty Václava Vobořila.
Zemřel 10. května 2004 v nedožitých 91 letech.